# Sylvain Deschâtelets
Sylvain Deschâtelets (né le 22 novembre 1979 à Blainville, province de Québec) est un joueur professionnel canadien de hockey sur glace,.

## Carrière de joueur
En 1997, il a commencé sa carrière dans la Ligue de hockey junior majeur du Québec en jouant pour le Drakkar de Baie-Comeau.
En 2000, il passe chez les professionnels, terminant la saison 1999-2000 avec les Gulls de San Diego de la West Coast Hockey League.
Entre 2000 et 2005, il évolue avec plusieurs formations de la Ligue américaine de hockey, East Coast Hockey League, West Coast Hockey League et United Hockey League.
Il remporte la Coupe Taylor en 2003 avec les Gulls de San Diego.
En 2000, il s’en va en Europe et ne parvenant pas à s'imposer en Suisse il s’en va au Danemark avec le AaB Ishockey, puis il passe une saison avec le HC Fassa en Italie.
En 2007, il évolue dans la EIHL avec les Cardiff Devils puis en 2008, avec les  Coventry Blaze.
À l’été 2009, il revient au Canada, signant un contrat avec l’Isothermic de Thetford Mines de la Ligue nord-américaine de hockey. Le 30 janvier 2010, il est échangé au Saint-François de Sherbrooke et après un seul match, il est à nouveau échangé le 1er février au Lois Jeans de Pont-Rouge. Après un seul match avec sa nouvelle équipe, l’équipe est dissoute. Il termine la saison avec les Bucks de Laredo de la Ligue centrale de hockey.
Le 17 août 2010, il signe un contrat avec le Saint-François de Sherbrooke.
Le 13 octobre 2011, il signe un contrat avec les Warriors d'Akwesasne de la Federal Hockey League.
Le 19 juillet 2012 il fait un retour dans la LNAH, alors qu'il signe un contrat avec les Marquis de Jonquière. À la suite du camp d'entraînement, il ne réussit pas à se tailler une place avec l'équipe et le 24 octobre, il est échangé en compagnie de Patrick Mbaraga, Luis Tremblay et Marc-Olivier D'Amour aux 3L de Rivière-du-Loup.

## Statistiques
| Saison    | Équipe                       | Ligue          |    | Saison régulière | Saison régulière | Saison régulière | Saison régulière | Saison régulière |   | Séries éliminatoires | Séries éliminatoires | Séries éliminatoires | Séries éliminatoires | Séries éliminatoires |
| Saison    | Équipe                       | Ligue          | PJ | B                | A                | Pts              | Pun              | PJ               | B | A                    | Pts                  | Pun                  |                      |                      |
| 1995-1996 | Lions du lac Saint-Louis     | Midget AAA     | 26 | 5                | 12               | 17               | ?                |                  |   |                      |                      |                      |                      |                      |
| 1996-1997 | Lions du lac Saint-Louis     | Midget AAA     | 30 | 8                | 20               | 28               | ?                | 7                | 2 | 1                    | 3                    | ?                    |                      |                      |
| 1997-1998 | Drakkar de Baie-Comeau       | LHJMQ          | 37 | 3                | 8                | 11               | 46               | -                | - | -                    | -                    | -                    |                      |                      |
| 1998-1999 | Drakkar de Baie-Comeau       | LHJMQ          | 69 | 23               | 32               | 55               | 108              | -                | - | -                    | -                    | -                    |                      |                      |
| 1999-2000 | Drakkar de Baie-Comeau       | LHJMQ          | 68 | 41               | 59               | 100              | 157              | 6                | 2 | 4                    | 6                    | 6                    |                      |                      |
| 1999-2000 | Gulls de San Diego           | WCHL           | -  | -                | -                | -                | -                | 7                | 1 | 0                    | 1                    | 14                   |                      |                      |
| 2000-2001 | Brass de la Nouvelle-Orléans | ECHL           | 70 | 25               | 33               | 58               | 106              | 8                | 2 | 1                    | 3                    | 6                    |                      |                      |
| 2001-2002 | IceHawks de Adirondack       | UHL            | 74 | 19               | 42               | 61               | 116              | 5                | 1 | 0                    | 1                    | 2                    |                      |                      |
| 2001-2002 | Falcons de Springfield       | LAH            | 1  | 0                | 0                | 0                | 0                | -                | - | -                    | -                    | -                    |                      |                      |
| 2002-2003 | Gulls de San Diego           | WCHL           | 65 | 23               | 40               | 63               | 182              | 12               | 6 | 6                    | 12                   | 12                   |                      |                      |
| 2002-2003 | Bears de Hershey             | LAH            | 4  | 0                | 2                | 2                | 13               | -                | - | -                    | -                    | -                    |                      |                      |
| 2003-2004 | Gulls de San Diego           | ECHL           | 72 | 24               | 57               | 81               | 115              | 3                | 0 | 2                    | 2                    | 2                    |                      |                      |
| 2004-2005 | Gulls de San Diego           | ECHL           | 53 | 13               | 31               | 44               | 44               | -                | - | -                    | -                    | -                    |                      |                      |
| 2004-2005 | Condors de Bakersfield       | ECHL           | 8  | 2                | 5                | 7                | 2                | 5                | 0 | 3                    | 3                    | 6                    |                      |                      |
| 2005-2006 | Kloten Flyers                | LNA            | 2  | 0                | 0                | 0                | 2                | -                | - | -                    | -                    | -                    |                      |                      |
| 2005-2006 | HC Ajoie                     | LNB            | 10 | 5                | 9                | 14               | 12               | -                | - | -                    | -                    | -                    |                      |                      |
| 2005-2006 | AaB Ishockey                 | AL-Bank ligaen | 24 | 4                | 14               | 18               | 20               | 3                | 1 | 0                    | 1                    | 0                    |                      |                      |
| 2006-2007 | HC Fassa                     | Serie A        | 25 | 10               | 14               | 24               | 34               | -                | - | -                    | -                    | -                    |                      |                      |
| 2007-2008 | Cardiff Devils               | EIHL           | 54 | 23               | 53               | 76               | 49               | 3                | 3 | 2                    | 5                    | 0                    |                      |                      |
| 2008-2009 | Coventry Blaze               | EIHL           | 65 | 32               | 55               | 87               | 101              | 3                | 1 | 2                    | 3                    | 2                    |                      |                      |
| 2009-2010 | Isothermic de Thetford Mines | LNAH           | 35 | 11               | 24               | 35               | 35               | -                | - | -                    | -                    | -                    |                      |                      |
| 2009-2010 | Saint-François de Sherbrooke | LNAH           | 1  | 0                | 1                | 1                | 0                | -                | - | -                    | -                    | -                    |                      |                      |
| 2009-2010 | Lois Jeans de Pont-Rouge     | LNAH           | 1  | 1                | 1                | 2                | 0                | -                | - | -                    | -                    | -                    |                      |                      |
| 2009-2010 | Bucks de Laredo              | LCH            | 13 | 8                | 9                | 17               | 21               | 7                | 1 | 7                    | 8                    | 22                   |                      |                      |
| 2010-2011 | Saint-François de Sherbrooke | LNAH           | 42 | 16               | 32               | 48               | 52               | 15               | 5 | 14                   | 19                   | 32                   |                      |                      |
| 2011-2012 | Warriors d'Akwesasne         | FHL            | 44 | 18               | 86               | 104              | 64               | 3                | 1 | 3                    | 4                    | 18                   |                      |                      |
| 2012-2013 | 3L de Rivière-du-Loup        | LNAH           | 37 | 15               | 37               | 52               | 46               | 3                | 1 | 2                    | 3                    | 8                    |                      |                      |
| 2013-2014 | 3L de Rivière-du-Loup        | LNAH           | 32 | 19               | 37               | 56               | 65               | 4                | 1 | 3                    | 4                    | 12                   |                      |                      |
| 2014-2015 | 3L de Rivière-du-Loup        | LNAH           | 40 | 18               | 40               | 58               | 91               | 7                | 2 | 11                   | 13                   | 31                   |                      |                      |
| 2015-2016 | 3L de Rivière-du-Loup        | LNAH           | 36 | 20               | 32               | 52               | 62               | 18               | 8 | 26                   | 34                   | 47                   |                      |                      |
| 2016-2017 | 3L de Rivière-du-Loup        | LNAH           | 38 | 14               | 35               | 49               | 63               | 9                | 1 | 7                    | 8                    | 8                    |                      |                      |
| 2017-2018 | Assurancia de Thetford       | LNAH           | 38 | 14               | 35               | 49               | 63               | 9                | 1 | 7                    | 8                    | 8                    |                      |                      |
| 2018-2019 | BlackJacks de Berlin         | LNAH           | -  | -                | -                | -                | -                | 4                | 0 | 2                    | 2                    | 8                    |                      |                      |

## Trophées et honneurs personnels
- West Coast Hockey League :
  - 2002-2003 : coupe Taylor avec les Gulls de San Diego.
- Ligue nord-américaine de hockey :
  - 2010-2011 : coupe Canam avec le Saint-François de Sherbrooke ;
  - 2015-2016 : coupe Vertdure avec le 3L de Rivière-du-Loup.